# Парахин, Владимир Вячеславович
Владимир Вячеславович Парахин (род. 10 мая 1968) — депутат Государственной Думы, член политической партии «Справедливая Россия». Первый заместитель председателя комитета ГД по земельным отношениям и строительству. Член комиссии ГД по строительству зданий и сооружений, предназначенных для размещения Парламентского центра. 

## Биография
В 1987 году окончил Химкинский Механический Техникум. В 1994 получил первое высшее образование окончив Экономическую академию СССР. В 1995 году — Московский государственный авиационный институт (технический университет). В 1995 и 1996 году — Высшая Школа Экономики.